# 최수은
최수은(1983년 8월 4일~)은 대한민국의 배우이자 모델이다.

## 학력
- 인하공업전문대학

### 별칭
- 초밥녀 최수은[1]

## 출연 작품

### 드라마
- 2009년 SBS 《미남이시네요》 ... 왕 코디 역
- 2009년 MBC 《혼》
- 2012년 SBS 《드라마의 제왕》 ... 윤빛나 역

### 방송 진행
- 2007년 《고고 싱! 던전 스쿨》

## 광고
- 하이트 맥주
- KTF Show
- 금호 아시아나
- 닌텐도 Wii Fit

### 잡지
- 쎄씨
- 유행 통신
- 키키
- 보그
- 신디 더 퍼키
- 알바몬

## 수상 경력
- 2010년 제5회 아시아 모델상 시상식 - CF 모델상[2]

## 같이 보기
- 황지현